# Villa Margherita (Trapani)

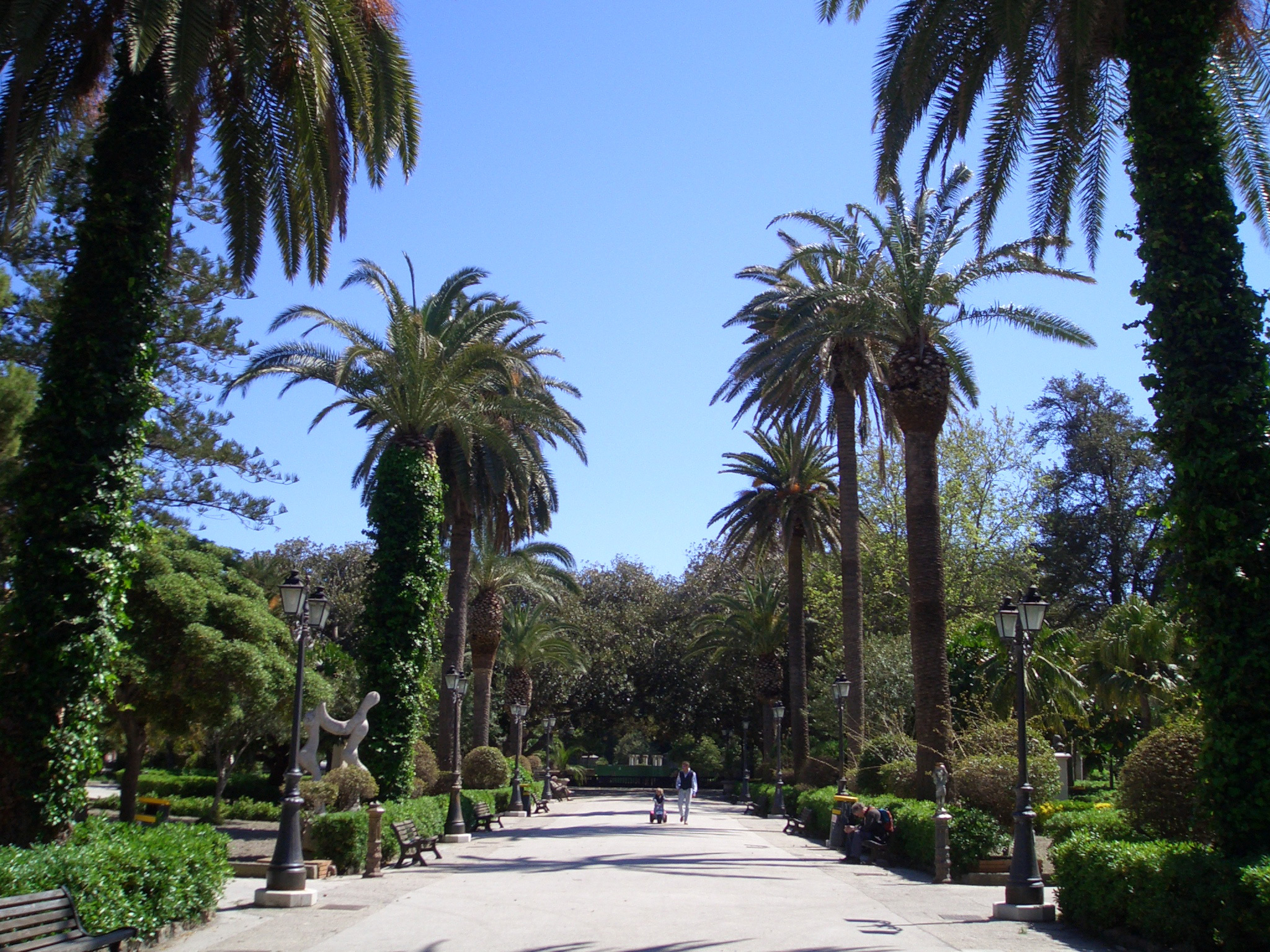
Il viale principale.

La Villa Margherita è un giardino pubblico comunale di Trapani.

## Storia
Il parco urbano nasce poco dopo l'unità d'Italia, e nel 1878 da parte dell'amministrazione comunale, guidata da Enrico Fardella, furono impiantanti gli alberi. Fu aperta al pubblico nel 1889 e fu dedicato alla regina Margherita di Savoia.

## Struttura
È un parco botanico di circa 21 000 metri quadri con quattro ingressi. L'ingresso principale si trova sul Viale Regina Margherita.
Vi sono custodite cinque colonne con capitello dorico, che facevano parte del “teatro Garibaldi”, distrutto durante la seconda guerra mondiale.

## Il parco ornitologico
All'interno, ci sono voliere di varie specie di uccelli, pappagalli, galli cedroni e un laghetto, con cigni bianchi e neri, oche e anatre.   

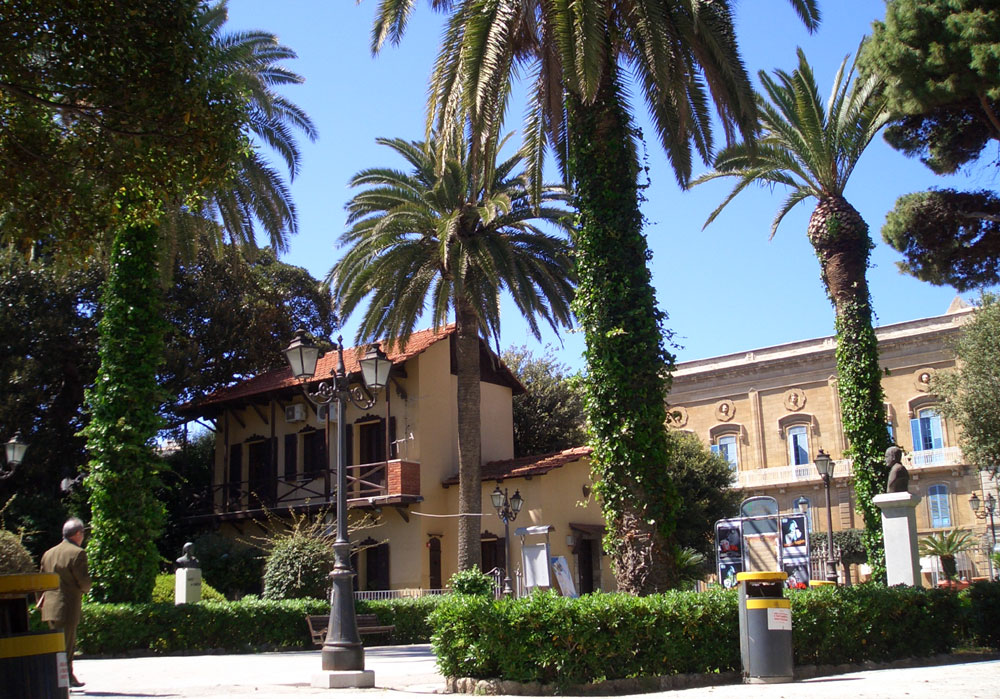
La sede del Luglio musicale.

## La stagione operistica
Ogni estate, dal secondo dopoguerra, a causa dell'abbattimento del teatro Garibaldi, nel grande Piazzale dei Ficus si svolgono le rappresentazioni di musica operistica del Luglio Musicale Trapanese, che ha anche una sede nella dépendance all'interno del parco.